# Южный ветер
Южный ветер — пассажирский поезд, оборудованный и эксплуатируемый совместно Пенсельванская железная дорога, железной дорогой Луисвилла и Нэшвилла, железной дорогой Атлантического побережья (позже береговой линией) и железной дорогой восточного побережья Флориды. «Южный ветер» начал свою деятельность в декабре 1940 года, обеспечивая обслуживание лайнеров между Чикаго, штат Иллинойс и Майами, штат Флорида. Это был один из трех семиместных поездов, курсирующих каждый третий день по разным маршрутам между Чикаго и Майами.

## Маршрут
«Южный ветер» из Чикаго и направлялся через Логанспорт и Индианаполис в Юнион-Стейшн-Луисвилл. Затем он следовал по главной линии Louisville & Nashville через Боулинг-Грин, Нэшвилл и Бирмингем в Монтгомери. От Монтгомери он пролегал вдоль Атлантического побережья через Дотан, Томасвилл, Валдосту и Уэйкросс до Джексонвилла. Последняя поездка в Майами была над Восточным побережьем Флориды. После ряда изменений в расписании в конце 1940-х и начале 1950-х годов поезд ходил через день напротив города Майами, оба поезда тогда перевозили спальные вагоны.

## История

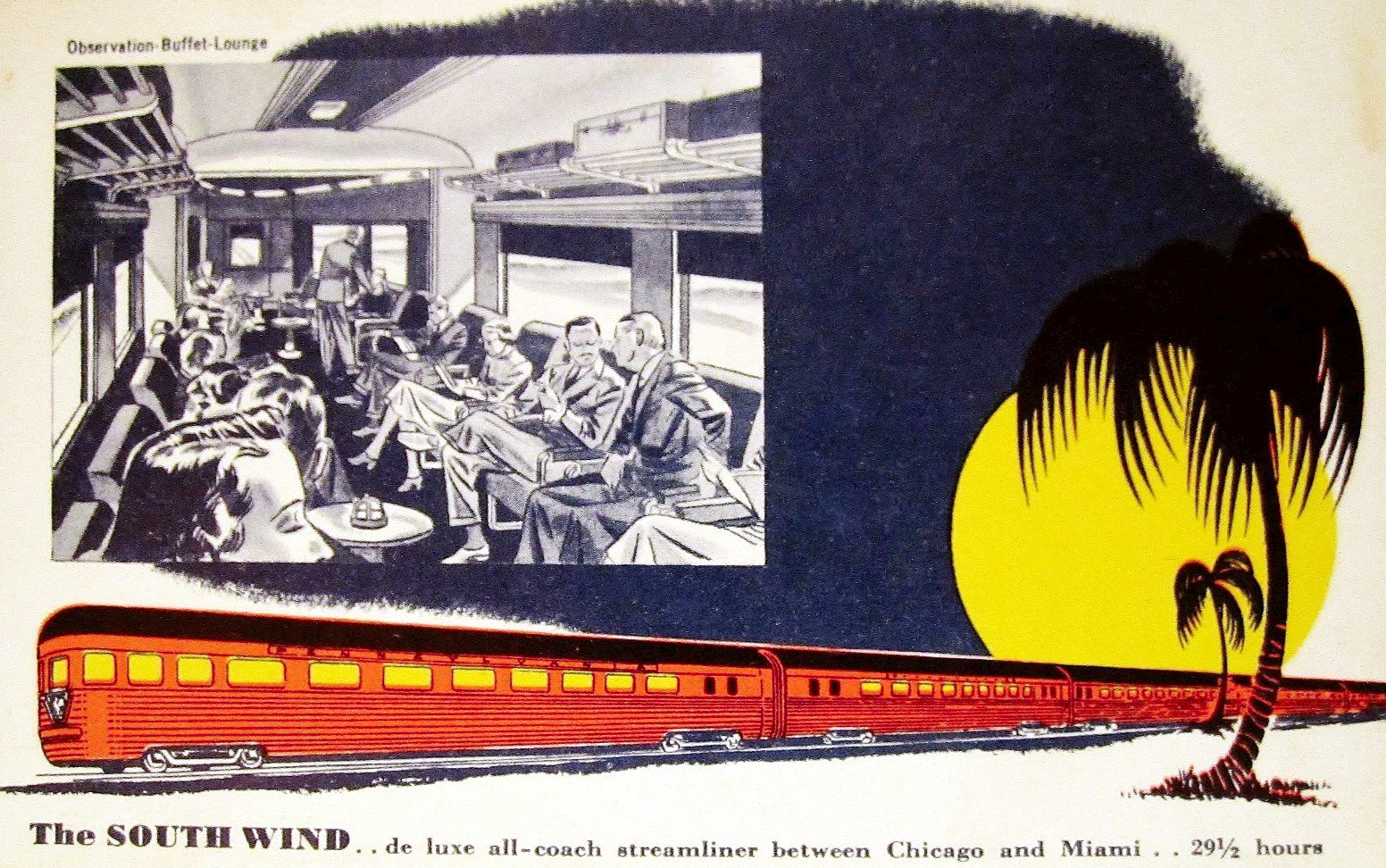
Открытка с рекламой поезда, 1940-е годы.

Поезд, начавший движение в декабре 1940 года был семиместным, построенным компанией «Бадд». В его конструкторском наборе не было шпал, был похож на поезда, построенные для линии Нью-Йорк-Майями Seaboard Air Line — Silver Meteor и Нью-Йорк — Нью-Орлеан Southern, за исключением того, что он был окрашен в тосканский красный цвет Пенсильвании, что требовало специальной подготовки из нержавеющей стали, из которой делали части автомобилей.
«Южный ветер», как и большинство поездов на юге, был расово сегрегированным. В соответствии с требованиями законодательства в южных штатах, через которые проходил поезд, комбинированный багаж/вагон, называемый «цветной вагон», предназначался для черных пассажиров. Чернокожих не пускали в смотровую и ограничивали двумя столиками за занавеской в вагоне-ресторане. Шторы опустились после того, как мандат президента Трумэна 1948 года заставил железнодорожные вагоны-рестораны интегрироваться; однако, стюарды вагона-ресторана долгое время отказывались садить чернокожих и белых за один стол.
Когда было начато обслуживание, на каждом маршруте было фактически по три поезда каждые три дня. Такая координация позволила пассажирам ежедневно быть обслужанными на всех соответствующих маршрутах между Чикаго и Майами. Дополнительные два маршрут были закрыты во время Второй мировой войны. Как и «Флоридская Стрела», «Южный ветер» работал только по зимним месяцам.
Первоначально согласованные расписания трех стрим-лайнеров: они покидали Чикаго утром, а рано утром следующего дня прибывали в Майами. Поезда были тут же перенаправлены и к концу дня покидали Майами, прибыв к концу следующего дня в Чикаго. После Второй мировой войны, поезда «Диксиленд», «Ловец Солнца» и «Стрелы Флориды» были восстановлены. После их восстановления «Города Майами» и «Южный ветер» начали рейсировать два дня из трех. Но после добавления поездов Южный ветер стал выходить в рейс через день. «Флаер Дикси» — каждый третий день. В 1954 году он был переоборудован и переименован в «новый» «Диксиленд». В середине 1960-х годов Чикагский сегмент был дополнен сегментом от Луисвилля, который продолжал Цинциннати. Хотя первоначально это была услуга только для автобусов, к 1960-м годам в её состав вошли современные спальные вагоны.
В декабре 1957 г. рейсы «Дикси Флаглер» и «Саутленд» были прекращены. «Саутленд» ежедневно проходил из разных городов Среднего Запада через Атланту и Олбани прямо к западному побережью Тампы и Санкт-Петербурга, минуя таким образом Джексонвилл. В то время поезда «город Майями» и «Южный ветер» были переведены в западное побережье. Эти поезда были прикреплены к секциям чемпиона западного побережья, идущим из Джексонвилля в Тампу-Сарасоту и в Санкт-Петербург через Trilby, который в настоящее время в значительной степени демонтирован.
В то время как поезд рос в размерах на протяжении 1940-х и 1950-х годов, в 1960-х годах наблюдался спад, который охватил большинство пассажирских поездов в Соединенных Штатах. Пенсильванская железная дорога слилась в 1968 году с Нью-Йоркской Центральной, образовав Пенсильванскую Центральную. Со временем ПК стал все более враждебно относиться к пассажирским перевозкам, как это было в то время в южной части Тихого океана. В отличие от SP, пассажирские услуги ПК-особенно за пределами Северо-Восточного коридора-были отмечены их низким качеством. Все более стесненный в средствах ПК прилагал последовательные усилия для сокращения своих пассажирских перевозок за пределами Северо-Востока.
«Южный ветер» не был застрахован, и ПК перестал обрабатывать его между Чикаго и Луисвиллом в декабре 1969 года, выбрав вместо этого для работы только тренера связи. Это оставило L&N и SCL продолжать сокращенное обслуживание до 1 мая 1971 года, когда Amtrak взяла на себя ответственность за предоставление пассажирских услуг по L&N, SCL и Penn Central, среди прочих.

### Amtrak
Благодаря Amtrak «Южный ветер» стал выходить в рейс ежедневно. Под управлением Amtrak «Южный ветер» утром покидал центральный вокзал Чикаго и прибывал в Санкт-Петербург, штат Флорида или Майами, штат Флорида, ближе к вечеру следующего дня. Общее время в пути составляло 33-34 часа, в зависимости от конечных точек. 14 ноября 1971 года «Amtrak» переименовал поезд во «Флоридский» и изменил его на двухдневное расписание: поезда покидали станцию Юнион поздно вечером и прибывали во Флориду утром третьего дня. страдая от задержек, вызванных ухудшением трека ПК на Среднем Западе, рейс Floridian был прекращен в 1979 году.